# Tintagel (Bax)

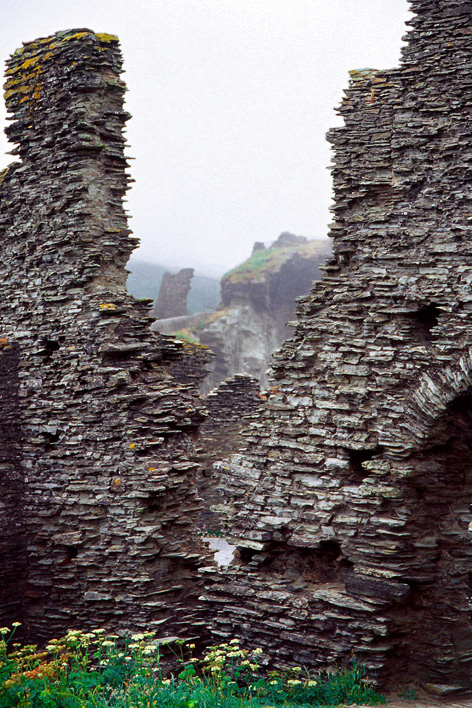
Ruines del castell de Tintagel

Tintagel és un poema simfònic compost per Arnold Bax el 1919. Va ser estrenat a Bournemouth el 20 d'octubre de 1921. Una barreja de màgia, color, ardor líric i una enorme vitalitat rítmica. És l'obra més popular d'aquest compositor i poeta anglès, molt més que qualsevol dels seus set simfonies.
Bax havia visitat el castell de Tintagel durant l'estiu de 1917, acompanyat pel pianista Harriet Cohen, amb qui portava una aventura alhora i a qui li va dedicar l'obra. Va compondre dos poemes sobre el tema, i el treball és, en certa manera, una il·lustració sonora d'aquests. Segons Bax, la música té la intenció de representar un castell a la part alta de les roques, colpejades en un dia assolellat d'estiu per l'oceà Atlàntic. Un cert gust celta és evident en la música, el que proporciona la base per a un dels dos temes de l'obra, la intenció de recordar el rei Artús i la seva connexió amb el castell, i que cita un motiu de l'òpera de Richard Wagner Tristany i Isolda; l'altre tema representa el mar.
La peça consta de tres seccions. Les seccions primera i l'última són una mica grandiloqüents, la primera presentació dels dos temes principals i la tercera una repetició variada. Entre aquests, hi ha un desenvolupament. L'obra dura al voltant de quinze minuts.